# CCC Team/Saison 2020
Diese Liste beschreibt die Mannschaft und die Erfolge des Radsportteams CCC in der Saison 2020.

## Erfolge in der UCI WorldTour
In der Saison 2020 gelangen dem Team nachstehende Erfolge in der UCI WorldTour.
| Datum       | Rennen                   | Fahrer      |
| ----------- | ------------------------ | ----------- |
| 23. Oktober | 19. Etappe Giro d’Italia | Josef Černý |

## Erfolge in den Continental Circuits
In den Rennen des UCI Continental Circuits gelangen dem Team nachstehende Erfolge.
| Datum                     | Rennen                                    | Kat. | Fahrer         |
| ------------------------- | ----------------------------------------- | ---- | -------------- |
| 29. August                | 3b. Etappe Tour du Poitou-Charentes (EZF) | 2.1  | Josef Černý    |
| 30. August                | 2. Etappe Tour de Hongrie                 | 2.1  | Jakub Mareczko |
| 31. August                | 3. Etappe Tour de Hongrie                 | 2.1  | Jakub Mareczko |
| 1. September              | 4. Etappe Tour de Hongrie                 | 2.1  | Jakub Mareczko |
| 2. September              | 5. Etappe Tour de Hongrie                 | 2.1  | Attila Valter  |
| 29. August – 2. September | Gesamtwertung Tour de Hongrie             | 2.1  | Attila Valter  |

## Erfolge in den Nationalen Straßen-Radsportmeisterschaften
In den Rennen der Nationalen Straßen-Radsportmeisterschaften 2020 konnte das Team nachstehende Titel erringen.
| Datum      | Rennen                                        | Sieger       |
| ---------- | --------------------------------------------- | ------------ |
| 20. August | Polnische Meisterschaft – Einzelzeitfahren    | Kamil Gradek |
| 20. August | Tschechische Meisterschaft – Einzelzeitfahren | Josef Černý  |

## Mannschaft
| Teamkader 2020                    | Teamkader 2020     | Teamkader 2020     | Teamkader 2020                         |
| Name                              | Geburtsdatum       | Land               | Vorheriges Team                        |
| --------------------------------- | ------------------ | ------------------ | -------------------------------------- |
| Will Barta                        | 4. Januar 1996     | Vereinigte Staaten | Hagens Berman Axeon (2018)             |
| Patrick Bevin                     | 15. Februar 1991   | Neuseeland         | Cannondale-Drapac (2017)               |
| Josef Černý                       | 11. Mai 1993       | Tschechien         | Elkov-Author (2018)                    |
| Víctor de la Parte                | 22. Juni 1986      | Spanien            | Movistar Team (2018)                   |
| Alessandro De Marchi              | 19. Mai 1986       | Italien            | Cannondale (2014)                      |
| Simon Geschke                     | 13. März 1986      | Deutschland        | Team Sunweb (2018)                     |
| Kamil Gradek                      | 17. September 1990 | Polen              | CCC Sprandi Polkowice (2018)           |
| Jan Hirt                          | 21. Januar 1991    | Tschechien         | Astana (2019)                          |
| Jonas Koch                        | 25. Juni 1993      | Deutschland        | CCC Sprandi Polkowice (2018)           |
| Pawel Kotschetkow                 | 7. März 1986       | Russland           | Katusha-Alpecin (2019)                 |
| Jakub Mareczko                    | 30. April 1994     | Italien            | Wilier Triestina-Selle Italia (2018)   |
| Fausto Masnada (1. Jan.–18. Aug.) | 6. November 1993   | Italien            | Androni Giocattoli-Sidermec (2019)     |
| Kamil Małecki                     | 2. Januar 1996     | Polen              | CCC Development (2019)                 |
| Michał Paluta                     | 4. Oktober 1995    | Polen              | CCC Development (2019)                 |
| Serge Pauwels                     | 21. November 1983  | Belgien            | Dimension Data (2018)                  |
| Joey Rosskopf                     | 5. September 1989  | Vereinigte Staaten | Hincapie Sportswear Development (2014) |
| Szymon Sajnok                     | 24. August 1997    | Polen              | CCC Sprandi Polkowice (2018)           |
| Michael Schär                     | 29. September 1986 | Schweiz            | Astana (2009)                          |
| Matteo Trentin                    | 2. August 1989     | Italien            | Mitchelton-Scott (2019)                |
| Attila Valter                     | 12. Juni 1998      | Ungarn             | CCC Development (2019)                 |
| Greg Van Avermaet                 | 17. Mai 1985       | Belgien            | Omega Pharma-Lotto (2010)              |
| Gijs Van Hoecke                   | 12. November 1991  | Belgien            | LottoNL-Jumbo (2018)                   |
| Nathan Van Hooydonck              | 12. Oktober 1995   | Belgien            | BMC Development (2017)                 |
| Guillaume Van Keirsbulck          | 14. Februar 1991   | Belgien            | Wanty-Groupe Gobert (2018)             |
| Francisco José Ventoso            | 6. Mai 1982        | Spanien            | Movistar Team (2016)                   |
| Łukasz Wiśniowski                 | 7. Dezember 1991   | Polen              | Team Sky (2018)                        |
| İlnur Zäkärin                     | 15. September 1989 | Russland           | Katusha-Alpecin (2019)                 |
| Georg Zimmermann                  | 11. Oktober 1997   | Deutschland        | Tirol KTM Cycling Team (2019)          |
|                                   |                    |                    |                                        |
| Quelle: ProCyclingStats           |                    |                    |                                        |